# JOR JAPAN OFFROAD RACE SERIES
JOR JAPAN OFFROAD RACE SERIES (ジェイオーアールジャパンオフロードレースシリーズ) は、自動車レースの1カテゴリー。

## 概要
JOR(ジャパンオフロードレース)シリーズとは、青森、岩手の東北を舞台に行われるオフロードレースである。年間4戦から5戦行われるシリーズは各レースごとにコースを変更して行われ、全国でも唯一のオフロードレースシリーズとなっている。同レースはオフロード愛好家のほか、プロドライバーも参加するユニークなレースで全国的にも注目されている。
結果は毎戦ごとのトータルポイントでその年のシリーズチャンピオンが決定される。
ドライバーのテクニックとマシーンの耐久性やエンジン・足回りのすべてが整っていなければ、勝利を射止めることは難しいレースと言える。
豪快なジャンプや激しい競り合いなどが魅力で有り、各周回によりコース状態が変化する事が、他のレースにない難しさで有り見どころである。

## 車両
オフロードカーの車両で行われる。このジャンルのもともとの意図である市販車～改造車によるレースでは、ベース車両の基本性能が競技車両の特性に大きく影響するため、混合レースも有るが、基本クラスに分けて、それぞれの順位を競うという方法が取られている。
参戦車両はジムニーから一般乗用車、またはSUV、バギーまで様々である。
ゼッケンプレートの色はシード、初参加ともに黒字に白文字で表記されるが、前年度各クラス優勝者の場合、前年度総合得点表に基づき、赤地に白文字で表記される。

### エヌズカップエキシビジョン
ジムニーレースでは最大級のエヌズ・ステージグループ主催のジムニーワンメイクマッチ。ノーマルクラスと改造有りのエキスパートクラスの２クラスで繰り広げるバトルは、まさに必見。カスタムする範囲がかなり少ないため、ドライバーの腕の見せ所。全国で活躍しているドライバーも多数参戦する。

### Sクラス(ジムニー市販車、アンリミテッド２ＷＤバギー、市販軽自動車)
ジムニー(550～1300cc)をはじめ、アンリミテッド2WDバギー(1000cc以下)、市販軽自動車を含むクラス。オーナーこだわりの愛車で挑む白熱のレース。思い思いのスタイルで、このコースを制覇する。

### Cクラス（チャレンジオープンクラス）
Lowレンジトランスファーを持つ市販クロスカントリー4WD(過給機可)とNAのSUV・セダンタイプの市販4WD車両、市販二輪駆動車(過給機可)を含むクラス。このクラスはサスペンションの改造とエンジンの乗せ換え（同一メーカー）が許されており外見では計り知れないパワーを持つ車も見える。

### Xクラス（市販車改造クラス）
過給機付の市販４ＷＤ車輌（ＳＵＶ・セダン・ワゴン）を含むクラス。国内、国外で生産、販売（輸入車も含む）されている車輌をベースに安全対策が施され、エンジンやサスペンションをレース用に改造されたレース専用マシン。大幅な改造が認められている為、タイム的にはPクラスに迫るマシンもある。

### Pクラス（プロトタイプクラス）
フレームからボディーまで、ほとんどをカスタムメイド。搭載されるエンジンも高度なチューニングアップが施され、300psオーバーは当たり前。その性能はモンスター級。中にはアメリカンオフロードレースにそのまま通用するマシンもある。ハイパワーだけにドライバーのマシンコントロールが見もの。

### 耐久用車両
JOR各クラスの車両レギュレーションに当てはまる事。

## ワークスチーム
本項ではレースに参戦しているワークスチーム、セミワークスチーム、プレイベーターチームについて記述する。

### グッドイヤー
2006年からタイヤサポート＆公式スポンサードに参加し、チームラングラーとして参戦している。

### ヨコハマ
スポンサーに参加し、Team GEOLANDARとして参戦している。

### WHITEHOUSE
WHITEHOUSE RZR JAPANとして参戦している。
2017年はポラリスRZR XP® TURBO EPSを使用する。

### ラリーアート
かつては三菱エアトレックターボR、フォルテ等で参戦していた。
現在ラリーアートはモータースポーツへの参画は行っていない。

### TAKE-OFF
レース参戦、耐久レース参戦経歴有り。

## レギュレーション

### フリー走行
フリー走行が30分程度設けられる。

### 予選
タイムトライアルによる予選が行われる。
  フライングスタート方式
2台並走によるタイムトライアルが行われる。１週目は慣熟走行を行い、2週目をフライングスタートでタイムを計測する。予選は各クラス毎に行う。

### 決勝
決勝は予選の順位上位者順によりグリッドが決定し、スタンディングスタートで行われる。スタートはセーフティーカーの先導で1週の慣熟走行を行い再度スタートポジションに整列した後、スタートフラッグの合図でスタートとなる。

### ポイント
規定周回数の70%以上を走行し、尚且つチェッカーフラッグを受けた者に与えられる。また、3戦以上の出場が得られない場合はシリーズ総合入賞の資格が与えられない。
| 順位 | 1位 | 2位 | 3位 | 4位 | 5位 | 6位 | 7位 | 8位以降 |
| ---- | --- | --- | --- | --- | --- | --- | --- | ------- |
|      | 15  | 12  | 10  | 8   | 6   | 4   | 3   | 1       |

得点は、シリーズ戦の各レースに出場した合計得点の高い順で決定する。最終戦終了時点で合計ポイントが同じ場合は、最終戦の得点の高い方を上位とする。

### 耐久レース
1時間・3時間耐久レースが有り、JOR各クラスの車両レギュレーションに準ずる。スタート順位は予選方式を採用し、２ヒート制が用いられる。

## 会場
- サーキットパーク切谷内
- 青森スピードパーク
- オフロードコース岩洞
- 仙台ハイランド(閉鎖)
- 羽柴オートランド - ウェイバックマシン(閉鎖)